# 상하이 미술관

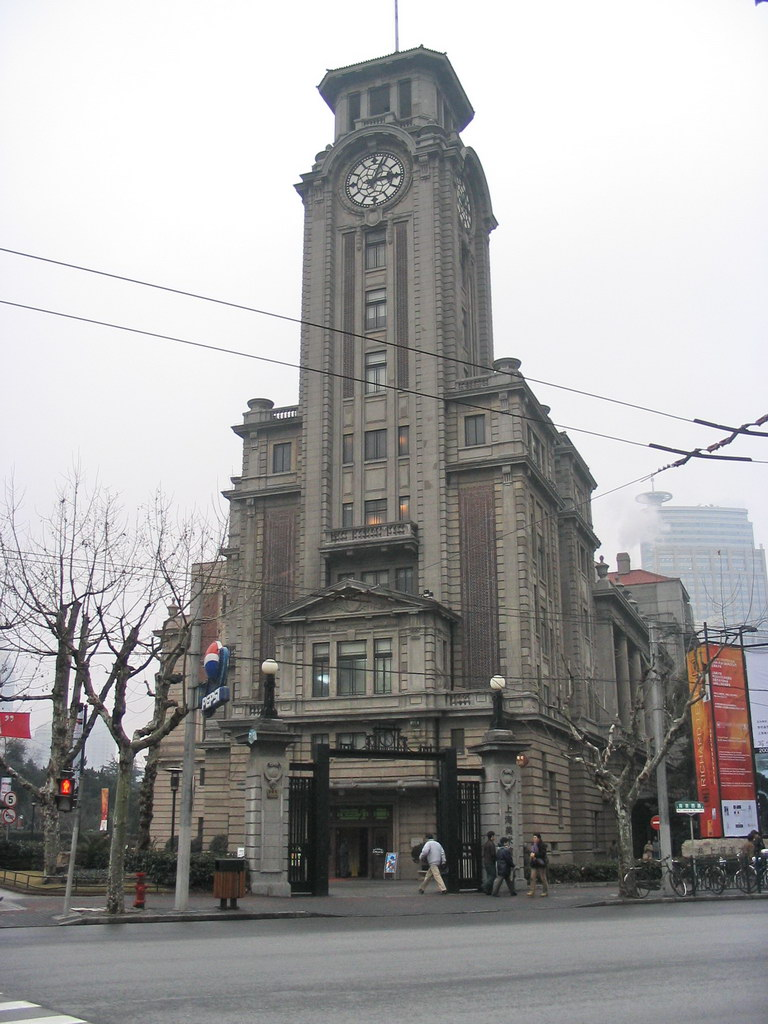
상하이 미술관

상하이 미술관(上海美术馆)은 중화인민공화국 상하이시에 있던 미술관이다. 2012년 12월 31일에 폐관하여, 박물관의 기능은 중화예술궁으로 개칭되었다. 상하이 황피베이루의 입구에, 난징시루 325번지에 있었다. 1930년대 영국 신고전주의 양식으로 만들어졌다. 건축면적은 17,326평방킬로미터이며, 전시관은 12개가 있었다.

## 역사
상하이 미술관은 1933년에 세워졌으며, 십리양행의 경마장 총회장으로 사용되던, 건물이었다.

## 위치
상하이 미술관은 런민광창에서 서북쪽으로 상하이 대극원과 맞닿은 지하철 1호선 런민광창역에서 내리면 된다. 서쪽으로는 밍티엔광창(明天广场)과 마주하며, 북쪽은 난징시루(南京西路)이며, 동쪽은 런민꽁위엔(人民公园)이다.